# Barbara Weeks
Pour l’article homonyme, voir Weeks.
Barbara Weeks née Sue Kingsley (4 juillet 1913-24 juin 2003), est une actrice de cinéma américaine et une actrice radiophonique, entre les années 1930 et les années 1950. Promue une des starlettes WAMPAS Baby Stars de la saison 1931, sa carrière d'actrice au cinéma est marquée par la disparition de l'avion de son mari, le 26 juin 1945, dans l'Atlantique nord. Elle ne tournera alors, que deux films jusqu'en 1956. Parallèlement au cinéma, elle mène une carrière d'actrice radiophonique entre 1935 et 1954, entrecoupée par une carrière de mannequin commencée à New York. Retraitée du monde artistique, elle entamera une carrière de secrétaire à Las Vegas où elle décédera en 2003.

## Biographie
Née à Somerville, Barbara a pour mère une actrice qui divorce de son père à ses neuf mois. Elle n'a que trois ans quand elle lui déclare qu'elle veut être actrice, elle aussi. Elle fréquente la Melrose High School, et commence sa carrière à quinze ans, à Broadway, en participant aux Ziegfeld Follies dans des comédies musicales dont Whoopee !,.
Devant le succès que rencontre la troupe de la comédie musicale lors de sa tournée aux États-Unis, les producteurs décident d'en faire un film. Elle accompagne, alors en 1930, Eddie Cantor, le comédien principal, à Hollywood pour apparaître dans la version du film de la comédie musicale Whoopee !, réalisée par la Warner Bros qui l'engage et lui propose une solide et bénéfique formation d'actrice. En 1931, elle est sélectionnée pour être une des quatorze starlettes de la promotion annelle des WAMPAS Baby Star, bénéficiant ainsi d'une large couverture publicitaire et d'articles journalistiques qui l'aideront à la lancer dans sa florissante carrière d'actrice avec notamment, des films de genre Cliffhanger et des westerns de série B. Ayant signé chez United Artists, elle participe aux célèbres fêtes données à Hollywood, à Pickfair, la demeure de Mary Pickford et de Douglas Fairbanks, puis à Paradise Ranch, la maison de Cecil B. DeMille. Elle passe de nombreux week-ends à San Simeon, à Hearst Castle invitée par William Randolph Hearst et sa maîtresse Marion Davies. Durant ces fêtes, elle sera courtisée par certains hommes prestigieux d'Hollywood, réalisateurs comme acteurs dont Gary Cooper et Clark Gable.
Durant ses huit films de western, elle joue aux côtés des plus grands acteurs comme Tim McCoy, Buck Jones, Tom Tyler, Charles Starrett et Barbara Stanwyck. En 1932, la mort de Florenz Ziegfeld, son plus grand supporteur, marque un arrêt dans la carrière de Barbara qui ne se voit proposé que des seconds rôles. Refusant de céder aux avances de certains comme Samuel Goldwyn réalisateur de la Columbia, la star tombe en défaveur. Cependant en 1934, elle tourne avec Spencer Tracy, Alice Faye et Shirley Temple dans Now I'll Tell. Elle est mariée durant un temps avec l'acteur de Western Guinn Williams surnommé le Big Boy. Elle quitte momentanément l'industrie du cinéma à la fin des années 1930 et épouse Lewis D. Parker alias « Swede », un des pilotes d'essai de la Lockheed, en 1938.
La même année, le 23 août, elle apparaît, pour la télévision NBC, dans une émission expérimentale, dans une adaptation de la pièce de théâtre de Edwin Burke, nommée Good Medicine avec Pat Lawrence et Lily Cahill. À cette époque, les diffusions des émissions de la NBC étaient relativement secrètes avec une audience située entre 500 et 1 000 spectateurs, présents sur les plateaux appartenant à la société.
Tout au long de sa carrière cinématographique, elle prête sa voix lumineuse en interprétant des rôles lors de séries radiophoniques.

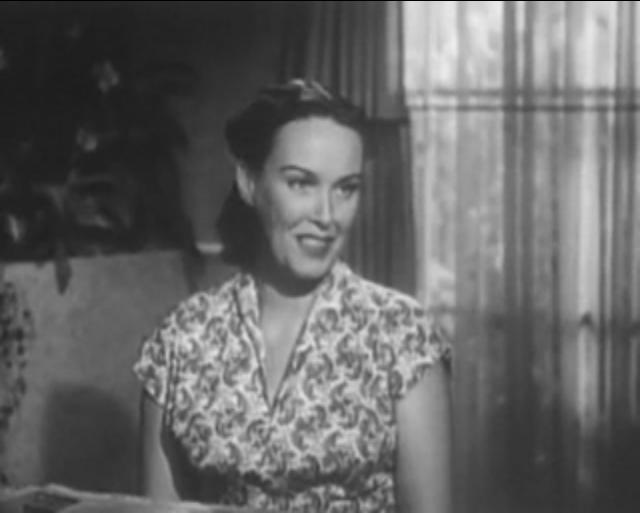
Barbara Weeks dans le film The Violent Years en 1956

En 1945, après la fin de la Seconde Guerre mondiale, l'avion de Parker est porté disparu dans l'Atlantique nord et ne sera jamais retrouvé. Après la mort de son mari, elle déménage à New York et commence une carrière de mannequin. Elle épouse ensuite William Cox dont elle aura un fils Schuyler John Wing Cox en 1950 et divorcera très rapidement. Le magazine Variety publie en 1954, par erreur son faire-part de décès, la confondant avec une actrice homonyme décédée.
Elle tournera de nouveau en 1956, année de sortie de ses deux derniers films. Puis, retraitée de l'industrie du cinéma, elle déménage pour habiter avec des amis à Las Vegas où elle devient secrétaire chez un constructeur aéronautique. Elle décède à Las Vegas, 20 jours avant son 90e anniversaire, en 2003.

## Prestations artistiques

### Cinématographiques
- 1930 : Whoopee ! réalisé par Thornton Freeland : membre du chœur
- 1930 : Man to man réalisé par Allan Dwan : Alice
- 1931 : Illicit réalisé par Archie Mayo : non créditée
- 1931 : Party Husband réalisé par Clarence G. Badger : Sally
- 1931 : Men in Her Life réalisé par William Beaudine : Miss Mulholland
- 1931 : Seul contre tous (Two Fisted Justice) réalisé par G. A. Durlam : Nancy Cameron
- 1931 : Palmy Days réalisé par A. Edward Sutherland : Joan Clark

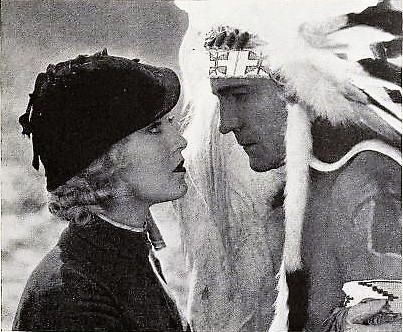
Barbara Weeks dans le film L'Aigle blanc en 1932

- 1932 : The Night Mayor réalisé par Benjamin Stoloff : Nutsy
- 1932 : Stepping Sisters réalisé par Seymour Felix : Norma Ramsey
- 1932 : Devil's Lottery réalisé par Sam Taylor : Joan Mather
- 1932 : Deception réalisé par Lewis Seiler : Joan Allen
- 1932 : Cheaters at Play réalisé par Hamilton MacFadden : Fenno Crozier
- 1932 : By Whose Hand? (en) réalisé par Benjamin Stoloff : Alice Murray
- 1932 : Forbidden Trail réalisé par Lambert Hillyer : Mary Middleton
- 1932 : Sundown Rider (en) réalisé par Lambert Hillyer : Molly McCall
- 1932 : Hell's Headquarters réalisé par Andrew L. Stone : Diane Cameron
- 1932 : L'Aigle blanc (White Eagle) réalisé par Lambert Hillyer : Janet Rand
- 1932 : Discarded Lovers réalisé par Fred Newmeyer : Mrs. Sibley
- 1933 : My Weakness réalisé par David Butler : Lois
- 1933 : Olsen's Big Moment réalisé par Malcolm St. Clair : Jane Van Allen
- 1933 : Rusty Rides Alone réalisé par D. Ross Lederman : Molly Martin
- 1933 : State Trooper réalisé par D. Ross Lederman : Estelle
- 1933 : Soldiers of the Storm réalisé par D. Ross Lederman : la serveuse espagnole
- 1934 : She Was a Lady réalisé par Hamilton MacFadden : Moira
- 1934 : The Crosby Case réalisé par Edwin L. Marin
- 1934 : When Strangers Meet réalisé par Christy Cabanne : Elaine
- 1934 : Woman Unafraid réalisé par William Joyce Cowen : Mary (Sloan)
- 1934 : The Quitter réalisé par Richard Thorpe : Diana Winthrop
- 1934 : Les Nuits de New York (Now I'll Tell) réalisé par Mrs. Arnold Rothstein : Wynne
- 1935 : Aventure d'une évadée (School for Girls) réalisé par William Nigh : Nell Davis
- 1937 : On demande une étoile (Pick a Star) réalisé par Edward Sedgwick : l'hôtesse
- 1937 : Two Fisted Sheriff réalisé par Leon Barsha : Molly Herrick
- 1937 : One Man Justice réalisé par Leon Barsha : Mary Crockett
- 1937 : The Old Wyoming Trail réalisé par Folmar Blangsted : Elsie Halliday
- 1938 : Dramatic School réalisé par Robert B. Sinclair : Mary
- 1939 : Paris Honeymoon réalisé par Frank Tuttle : Julieska
- 1956 : Gun girls réalisé par Robert C. Dertano : la mère de Teddy
- 1956 : The Violent Years réalisé par William M. Morgan : Jane Parkins

#### Radiophonique
Liste non exhaustive des émissions radio auxquelles Barbara Weeks a participé.
- 1940 : Dad Rudd, MP
- 1942 : Death man 's magic
- 1943 : Dark victory
- 1943 : Dear funny face
- 1943 : Diary of a saboteur
- 1943 : The eighteenth Captain
- 1943 : The Lengthening Shadow
- 1943 : Lifetide
- 1943 : Make Way For The Lady
- 1943 : Listen For The Sound Of Wings
- 1943 : War Comes To Dr Morgan
- 1943 : The Weapon That Saves Lives
- 1944 : From Emporia Kansas
- 1944 : My Friend Mcnair
- 1944?? : Man Assaults Sixteen Year Old Girl
- 1946 : No Rest for the Dead
- 1946 : Invisible Demons
- 1947 : The great adventure
- 1947 : Still Life
- 1948 : Josef Discovers America
- 1949 : Catch a killer
- 1949 : The Vengeful Corpse
- 1949 : Mind Over Murder
- 1951 : The case of the Naughty Necklace
- 1952 : The Long Way Home
- 1952 : No Rest for the Dead
- 1953 : Case of the pictures
- 1953 : The dog day
- 1954 : The Platform

#### Télévisuelle
- 1938 : Good Medicine, émission télévisée de la pièce de théâtre en un acte, du dramaturge Edwin Burke, créée en 1929.